# Hiram Fuller
Hiram Dangelo Fuller, conosciuto anche come Hesham Ali Salem (East St. Louis, 15 maggio 1981), è un ex cestista statunitense con cittadinanza libica.

## Palmarès
- All-NBDL First Team (2005)